# Eric Kendricks
Eric-Nathan M. Kendricks (Clovis, 29 febbraio 1992) è un giocatore di football americano statunitense che milita nel ruolo di middle linebacker per i Dallas Cowboys della National Football League (NFL). Scelto come 45º assoluto del Draft NFL 2015, in precedenza aveva giocato a football per i Bruins dell'Università della California a Los Angeles (UCLA). È il fratello minore di Mychal Kendricks, linebacker dei Philadelphia Eagles.

## Carriera universitaria

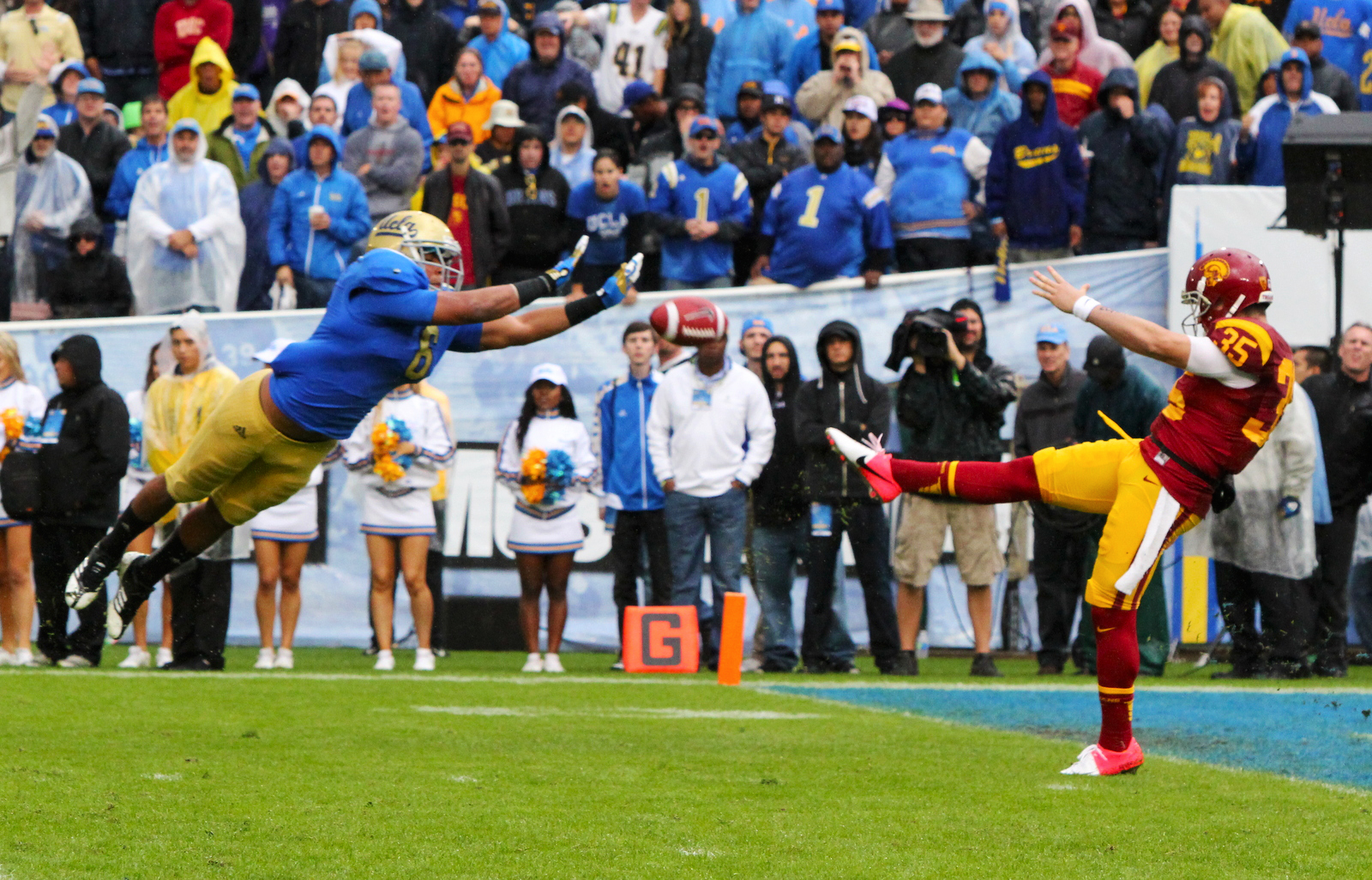
Kendricks immortalato nell'atto di bloccare un punt nel match del 2012 vinto 38-28 contro USC.

Dopo aver frequentato la Herbert Hoover High School, presso la quale si cimentò non solo nel football (come linebacker ma anche quarterback, running back, kicker e punter) ma anche nella pallacanestro e nel baseball, Kendricks, considerato da Rivals.com il 60º miglior prospetto nel ruolo di outside linebacker ed il 92º proveniente dallo stato della California, nella classe di reclutamento del 2010, decise di optare per UCLA nonostante offerte pervenutegli anche da altre università come Fresno State, Nevada e Washington State.

Dopo esser stato inserito tra i redshirt (coloro cioè che possono al massimo allenarsi con la squadra ma non disputare incontri ufficiali) nel suo anno da freshman, Kendricks prese parte a tutti i 14 incontri della stagione 2011, scendendo in campo negli ultimi 3 come titolare e classificandosi al secondo posto tra i Bruins in tackle (76) ed in sack (2) ed al quarto in tackle con perdita di yard (4,5). Nel 2012 venne promosso a titolare e con questi gradi prese parte a tutte e 14 le gare della stagione. 

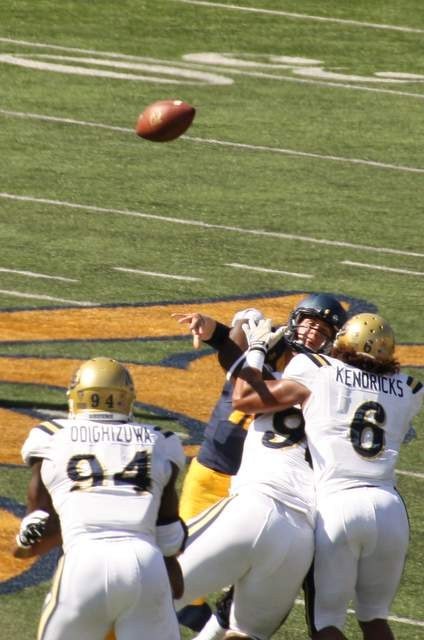
Kendricks nel 2014 assieme al compagno di squadra Owamagbe Odighizuwa mentre cerca di mettere pressione al quarterback di Cal.

 Il suo apporto fu notevole, tanto che guidò l'intera Pac-12 (primo Bruin dal 2004, anno in cui tale risultato fu conseguito da Spencer Havner) con una media di 10,64 tackle a partita, 11º miglior risultato dell'intera NCAA. Il suo totale stagionale di 150 tackle fu il miglior risultato fatto registrare da un giocatore di UCLA sin dal 1978, anno in cui Jerry Robinson stabilì il record ateneo con 161 tackle. Kendricks inoltre mise a segno il primo intercetto in carriera contro USC, ritornò in touchdown due fumble contro Houston e Washington State, e si distinse anche tra gli special team bloccando un punt di nuovo contro USC. Per queste prestazioni, al termine della stagione ricevette la prima di due menzioni onorevoli Pac-12.
Nel 2013 Kendricks prese parte a 11 gare, tutte disputate ancora una volta come titolare. Egli riuscì nuovamente a guidare i Bruins con 106 tackle (3º miglior risultato della Pac-12), ma sul finire di stagione fu limitato da diversi infortuni che lo costrinsero ad uscire anzitempo dalla gara contro Stanford (infortunio alla schiena) e contro Oregon (infortunio alla spalla). Un terzo infortunio (alla caviglia) lo rimediò contro USC, tanto che fu costretto a saltare le ultime due partite della stagione avendo deciso di comune accordo con gli allenatori ed i medici di sottoporsi ad intervento chirurgico.
Nel 2014 Kendricks guidò la Football Bowl Subdivision della NCAA con 101 tackle solitari, oltre a mettere a referto 4 sack, 3 intercetti (di cui uno ritornato in touchdown contro Virginia Tech) ed un fumble forzato. Egli fu inoltre nominato Defensive MVP dell'Alamo Bowl, dopo aver messo a segno contro Kansas State 10 tackle di cui 3 con perdita di yard. Per queste sue prestazioni, al termine della stagione fu insignito del prestigioso Butkus Award (primo linebacker della Pac-12 a riceverlo dal 1998, anno in cui fu assegnato a Chris Claiborne), premio che individua a livello collegiale il miglior linebacker della nazione, del Lott IMPACT Trophy (secondo linebacker di UCLA a vincere il premio dopo il compagno di squadra Anthony Barr nel 2013), che premia il difensore universitario che ha avuto il maggior impatto nell'ambito della propria squadra e fu inserito sia nel First team All-American da numerosi selettori che nel Second team All-Pac-12.
Kendricks chiuse così la sua parentesi collegiale stabilendo numerosi record atenei ad UCLA, tra cui quello relativo al maggior numero di tackle messi a segno in carriera (481).
Vittorie e premi
- First-team All-American (2014)
- Butkus Award (2014)
- Lott IMPACT Trophy (2014)
- Alamo Bowl Defensive MVP (2014)
- Second team All-Pac-12 (2014)

Record di istituto
- Maggior numero di tackle messi a segno in carriera: 481 (2011-2014)
- Maggior numero di stagioni consecutive con 100 o più tackle messi a segno: 3 (2011-2014)
- Maggior numero di gare con 10 o più tackle messi a segno in una singola stagione: 11 (2011-2014)

## Carriera professionistica

### Minnesota Vikings
Considerato uno dei migliori inside linebacker selezionabili nel Draft NFL 2015, il 1º maggio Kendricks fu selezionato come 45º assoluto dai Minnesota Vikings, andando così a riunirsi con Anthony Barr, ex compagno di stanza ad UCLA. Sette giorni più tardi firmò il suo primo contratto da professionista, un quadriennale da 5,15 milioni di dollari di cui 2 garantiti alla firma.
Kendricks debuttò tra i professionisti il 14 settembre 2015, mettendo a referto un tackle nell'incontro del Monday Night Football in cui i Vikings furono sconfitti per 3-20 dai 49ers padroni di casa. Nel secondo incontro della stagione regolare, in cui i Vikings tornarono alla vittoria sconfiggendo i Lions rivali divisionali per 26-16, Kendricks fu impiegato in un numero maggiore di snap totalizzando 5 tackle di cui 3 solitari e 2 assistiti. Alla fine di ottobre fu premiato come miglior rookie difensivo del mese, in cui mise a segno quattro sack, di cui due nel settimo turno nella vittoria sui Lions. La Pro Football Writers Association lo inserì nella formazione ideale dei rookie.
Kendricks iniziò la sua seconda stagione da professionista con 6 tackle e un intercetto su Marcus Mariota dei Tennessee Titans che gli valsero il premio di miglior difensore della NFC della settimana.
Nel 2019 Kendricks fu convocato peril suo primo Pro Bowl al posto dell'infortunato Bobby Wagner e inserito nel First-team All-Pro dopo avere messo a segno 110 tackle e 2 fumble forzati.
Il 6 marzo 2023 Kendricks fu svincolato per liberare spazio salariale.

### Los Angeles Chargers
Il 13 marzo 2023 Kendricks firmò con i Los Angeles Chargers.

### Dallas Cowboys
Il 14 marzo 2024 Kendricks firmò con i Dallas Cowboys.

## Palmarès
- Convocazioni al Pro Bowl: 1

2019
- First-team All-Pro: 1

2019
- Difensore della NFC della settimana: 1

1ª del 2016
- PFWA All-Rookie Team - 2015